# جبل الشاطي
جبل الشاطي؛ جبل من سلسلة جبال مدين في السعودية، يقع بالقرب من شرما في منطقة تبوك، ويبلغ ارتفاعه 2,103 م (6,900 قدم).